# Fatorda-Stadion
Das Fatorda-Stadion, auch unter dem Namen Jawaharlal-Nehru-Stadion bekannt, ist ein Multifunktionsstadion in Margao im indischen Bundesstaat Goa. 
Momentan wird das Stadion hauptsächlich für die Austragung von Fußballspielen genutzt. Es ist die Heimspielstätte dreier Vereine der I-League: Dempo SC, Churchill Brothers SC und Sporting Clube de Goa sowie auch seit 2014 des FC Goa in der Indian Super League.
Das Stadion hatte eine Kapazität von 27.300 Zuschauern, bevor es für die Jogos da Lusofonia 2014 umgebaut wurde und nun 19.800 Zuschauern Platz bietet.